# Omar Borrás
Omar Borrás (15. června 1929 Montevideo – 19. října 2022) byl uruguayský fotbalový trenér.

## Trenérská kariéra
Trénoval uruguayské kluby Huracán Buceo, Montevideo Wanderers a Central Español FC. Byl trenérem uruguayské reprezentace na Mistrovství světa ve fotbale 1986. Byl i trenérem reprezentace Saúdské Arábie.